# Philippe Gourdin
 (juillet 2012).
Pour les articles homonymes, voir Gourdin (homonymie).
Philippe Gourdin, né le 5 avril 1967 à Paris, est un auteur de romans et de nouvelles. Il écrit des textes pour jeunes et adultes. Il est mort le 31 juillet 2021 à Paris.

## Biographie
Philippe Gourdin publie un premier roman confidentiel à l'âge de 18 ans. C'est lors de sa convalescence après une grave maladie qu'il se remet, vingt ans après, à écrire. Il publie Les onze lettres de mon père, puis il suit deux voies : la littérature jeunesse et la littérature adulte.
En littérature jeunesse, il développe sa propre série de romans d'aventure « Blanche et les 3 créatures », « Blanche et les 3 lettres », « Blanche et les 3 Ziems » ; il participe également à la collection « Detectivarium », série de romans policiers pour les 10-15 ans, animée par une douzaine d'auteurs. Puis les Éditions A&H lui confient une collection de romans policiers pour la jeunesse.
Il conçoit et publie également de albums jeunesse.
En littérature adulte, il crée deux concepts éditoriaux : un roman dont les chapitres peuvent être lus dans l'ordre que l'on veut (Une vie... sept avis) et un recueil de nouvelles à destination du monde associatif où tous les bénéfices sont reversés aux projets de ces dernières (D'émoi et d'émoi). En 2020, il a publié une dizaine de romans.
Enfin, frappé une nouvelle fois par la maladie, il est l'auteur d'un livre Je suis né trois fois, témoignage qui constitue un livre référence pour la lutte contre le cancer.
Il co-anime la chaîne Youtube Je suis né trois fois qui propose des vidéos de soutien aux personnes confrontés à des traumatismes de la vie comme le cancer.

## Romans
- Il, Ed. Debresse, 1985
- Les Onze Lettres de mon père, Ed. de l'Officine, 2005  (ISBN 2-915680-14-0)
- Au-delà des certitudes du Docteur Stephen, Ed. de l'Officine, 2005  (ISBN 2-915680-36-1)
- Double meurtre à Marrakech, Ed. de l'Officine, 2009  (ISBN 978-2-35551-053-3)
- Une vie... Sept avis, Ed. de l'Officine, 2011  (ISBN 978-2-35551-137-0)
- L'écho des rencontres, Ed. de l'Officine, 2014  (ISBN 978-235551-206-3)
- Arrivée imprévue, Ed. de l'Officine, 2015   (ISBN 978-235551-221-6)
  - Réédition de "La tentation des contraires", Ed. du Bord du Lot, 2012
- L'ultime programme, Ed. de l'Officine, 2016  (ISBN 978-2355512384)
- Tout simplement revivre. Éditions A&H, juin 2018.  (ISBN 979-10-95857-36-5)
- Tenir Promesse, Fauves Ed., 2020.  (ISBN 979-10-302-0332-5)
- L'avenir appartient à la jeunesse, 2021.  (ISBN 979-8677-218422)
- Elle a fait pleurer la Vache qui Rit, Ed. A&H, 2021  (ISBN 979-10-95857-77-8)

## Recueils de nouvelles
- Les Secondes qui changent tout, Ed. de l'Officine, 2008  (ISBN 978-2-35551-015-1)
- D'émoi et d'émoi, Auto-édition, Projet associatif, 2012  (ISBN 978-2-7466-4864-7)

## Romans pour la jeunesse
- Blanche et les 3 créatures, Ed. de l'Officine, 2007  (ISBN 2-915680-80-9)
- Blanche et les 3 lettres, Ed. de l'Officine, 2010  (ISBN 978-2-35551-087-8)
- Blanche et les 3 Ziems, Ed. de l'Officine, 2012  (ISBN 2-35551-160-8)
- Un héritage compliqué, Collection Detectivarium, Ed. du Bout de la Rue, 2011  (ISBN 978-2-916620-72-5)
- Enquête autour d'un mariage bio, Collection Detectivarium, Ed. du Bout de la Rue, 2013  (ISBN 979-10-91176-49-1)
- Ma campagne est fantastique, Ed. de l'Officine, 2016  (ISBN 978-2-35551-239-1)
- Sauve-toi de l'Île d'Yeu, Ed. A & H, 2017   (ISBN 979-10-95857-06-8)
- Stress sur l'île sans stress, Ed. A & H, 2018   (ISBN 979-10-95857-32-7)
- Déroute à Noirmout', Ed. A & H, 2019   (ISBN 979-10-95857-46-4)

## Albums jeunesse
- Les perroquets jaunes du capitaine Pouic, Ed. Le miroir aux troubles, 2018  (ISBN 979-1093-585727)
- Princesse Nian Nian, Ed. A & H, 2019,  (ISBN 979-10-95857-16-7)
- La reine Nian Nian est une gourmande, Ed. A & H, 2019  (ISBN 979-10-95857-33-4)
- Le Père Noël est en jaune,  (ISBN 979-87-21-715-723)

## Témoignage
- Je suis né trois fois, Fauves Édition, 2018  (ISBN 979-10-302-0092-8)

## Humour
- Le manuel du gai rire, Édition Grrr...art, 2018  (ISBN 978-2365-921121)